# Nokia gårds kapell
Nokia gårds kapell låg på markerna till Nokia gård. Det var ett medeltida kapell av sten byggt troligen mellan 1505 och 1529. Kapellet måste ha rivits före år 1769 då det saknas på kartorna från storskiftet.
Av kapellet finns bara stengrunden kvar. Den har undersökts i utgrävningar 2004-2005. Kapellet var 8,4 m × 6,3 m. Ruinerna avslöjade också den så kallade Nokiastenen, som restes. Den hade delvis förstörts på grund av den medeltida gravsättningen. Under kapellruinerna avslöjades ett tidigare nerbrunnet stockhus. Trots att platsen nog haft en stockkyrka före stenkapellet tyder resterna på att det ändå varit ett boningshus, eftersom där också fanns en gropspis.